# Riahuelas
Riahuelas es una localidad española perteneciente al municipio de Fresno de Cantespino, en la provincia de Segovia, comunidad autónoma de Castilla y León. En 2024 contaba con 14 habitantes. Fue agregado a este municipio en diciembre de 1970 siendo previamente un municipio independiente.

## Toponimia
Su nombre de origen árabe se debe al río Agüelas, es decir, 'río Agüillas', afluente del río de Riaguas que transcurre por la localidad de Riaguas. Se cita el 14 de septiembre de 1247 como Río Aguelas, transformándose después en Riaguelas; hasta que desde 1826 se empezó a llamar como en la actualidad.

## Historia
Pertenece desde su fundación a la Comunidad de Villa y Tierra de Fresno de Cantespino. 
La primera vez que se conoce una mención de este lugar, corresponde a un documento eclesiástico escrito del Archivo Catedralicio de Segovia, data del 14 de septiembre de 1247, como consecuencia de las relaciones de préstamo efectuadas por la mesa episcopal y por la de los canónigos a los colonos que trabajan las tierras propiedad de la Iglesia.
Fue agregado a Fresno de Cantespino en diciembre de 1970 siendo previamente un municipio independiente.

## Geografía humana

### Demografía
| Gráfica de evolución demográfica de Riahuelas entre 1842 y 1970 |
| |
| Población de derecho según los censos de población del INE Población de hecho según los censos de población del INEEntre el censo de 1981 y el anterior, este municipio desaparece porque se integra en el municipio 40079 (Fresno de Cantespino) |

| 13            | 14 | 16 | 17 | 17 | 13 | 16 | 14 | 15 | 15 | 14 | 14 |
| (Fuente: INE) |    |    |    |    |    |    |    |    |    |    |    |

## Cultura

### Patrimonio
- Iglesia parroquial románica de San Nicolás de Bari;[6][7][8]
- Red de Senderos;
- Placa en recuerdo a su último alcalde Abdón Moreno (1943-1978);
- Puente de Riahuelas;
- Arquitectura tradicional de adobe.[9]

### Fiestas
- Santo Cristo del Corporario, último fin de semana de agosto;
- San Nicolás de Bari, el 7 de diciembre.[2]